# Альфред Екгардт
Альфред Екгардт (нім. Alfred Eckhardt; 30 травня 1872, Кассель — 10 лютого 1960, Бад-Вісзе) — німецький військовий чиновник, один з керівників будівельного відомства ВМФ, міністерський директор (20 квітня 1942). 

## Біографія
Закінчив Вище технічне училище, дипломований інженер. З 1896 року служив в залізничній дирекції в Ганновері. 18 березня 1901 року перейшов на службу на імперські військово-морські верфі в Вільгельмсгафені. 30 квітня 1906 року переведений в Імперське морське управлінні, де 7 липня очолив відділ. У 1908-19 роках працював в конструкторському відділі в Гельголанді. 16 лютого 1920 року призначений директором відділу портового і річкового будівництва військово-морських верфей в Вільгельмсгафені. 1 жовтня 1933 року очолив аналогічний відділ в Морському керівництві (з 1935 року — ОКМ). З 1 листопада 1939 року — керівник управлінської групи верфей, портів і річкових кораблів (K I V) в складі Головного управління кораблебудування ОКМ. 1 квітня 1944 року очолив Будівельне управління ОКМ. 14 липня 1944 року переведений в розпорядження головнокомандувача ВМФ, а на його місце призначений один з фаворитів Адольфа Гітлера — Франц Ксавер Дорш.  8 травня 1945 року інтернований окупаційною владою союзників. 31 жовтня 1945 року звільнений.

## Нагороди
- Орден Заслуг герцога Петра-Фрідріха-Людвіга, почесний лицарський хрест 1-го класу (30 вересня 1909)
- Орден Червоного орла 4-го класу (20 квітня 1910)
- Орден дому Саксен-Ернестіне, командорський хрест 2-го класу (2 листопада 1912)
- Залізний хрест 2-го і 1-го класу
- Королівський орден дому Гогенцоллернів, лицарський хрест з мечами
- Почесний хрест ветерана війни
- Медаль «За вислугу років у Вермахті» 4-го, 3-го, 2-го і 1-го класу (25 років)
- Хрест Воєнних заслуг 2-го і 1-го класу з мечами
- Німецький хрест в сріблі (2 серпня 1944)
- Лицарський хрест Хреста Воєнних заслуг з мечами (7 грудня 1944)